# Waschnussbaum
Der Waschnussbaum (Sapindus saponaria), wie manch andere Pflanzenart auch Seifenbaum genannt, ist eine Pflanzenart innerhalb der Familie der Seifenbaumgewächse (Sapindaceae). Sie stammt aus den tropischen und subtropischen Regionen Süd- und Mittelamerikas sowie aus der Karibik. Das wertvollste Pflanzenteil ist ihre Frucht, die seit Jahrtausenden zum Waschen verwendet wird.
Ähnlich ist die Indische Waschnuss Sapindus mukorossi sowie Sapindus trifoliatus aus Indien und Südostasien.

## Beschreibung

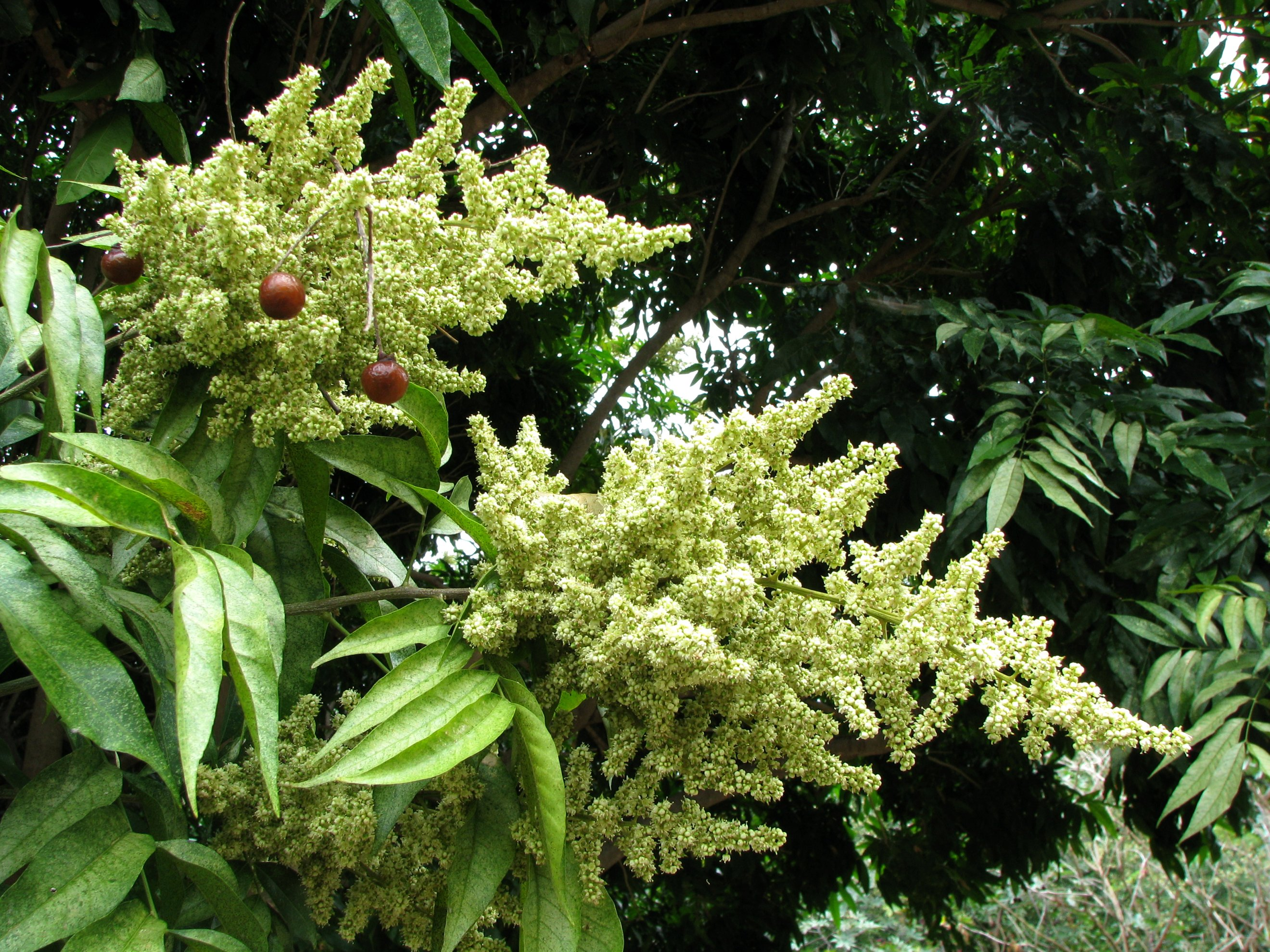
Blütenstände und gefiederte Laubblätter von Sapindus saponaria var. saponaria

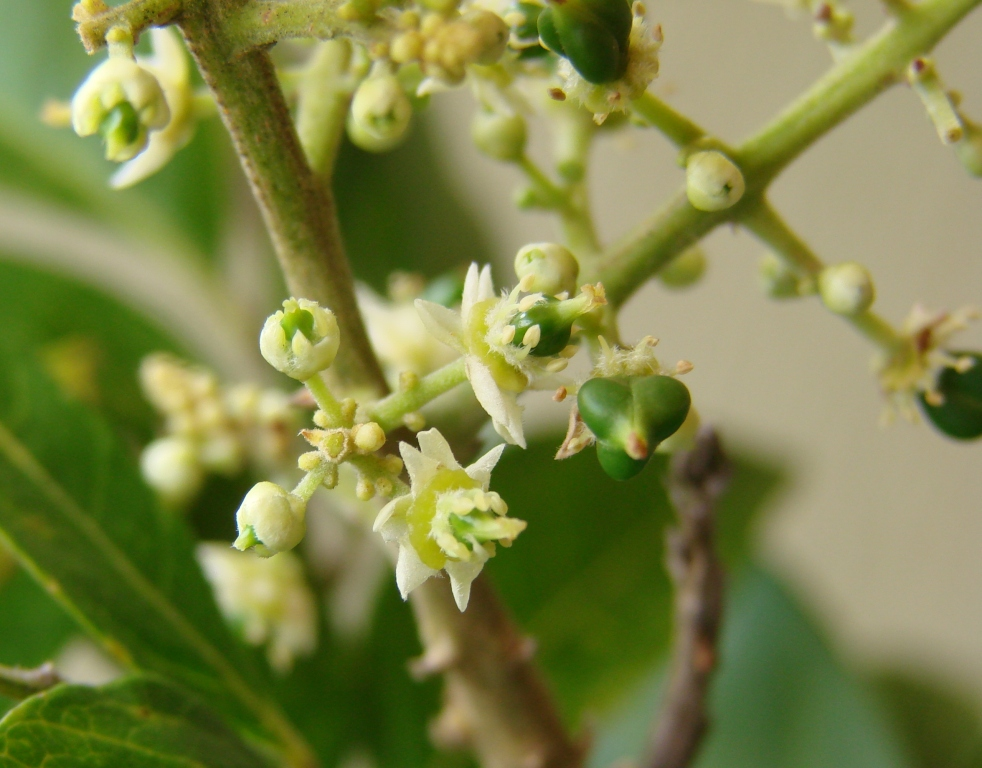
Weibliche Blüten

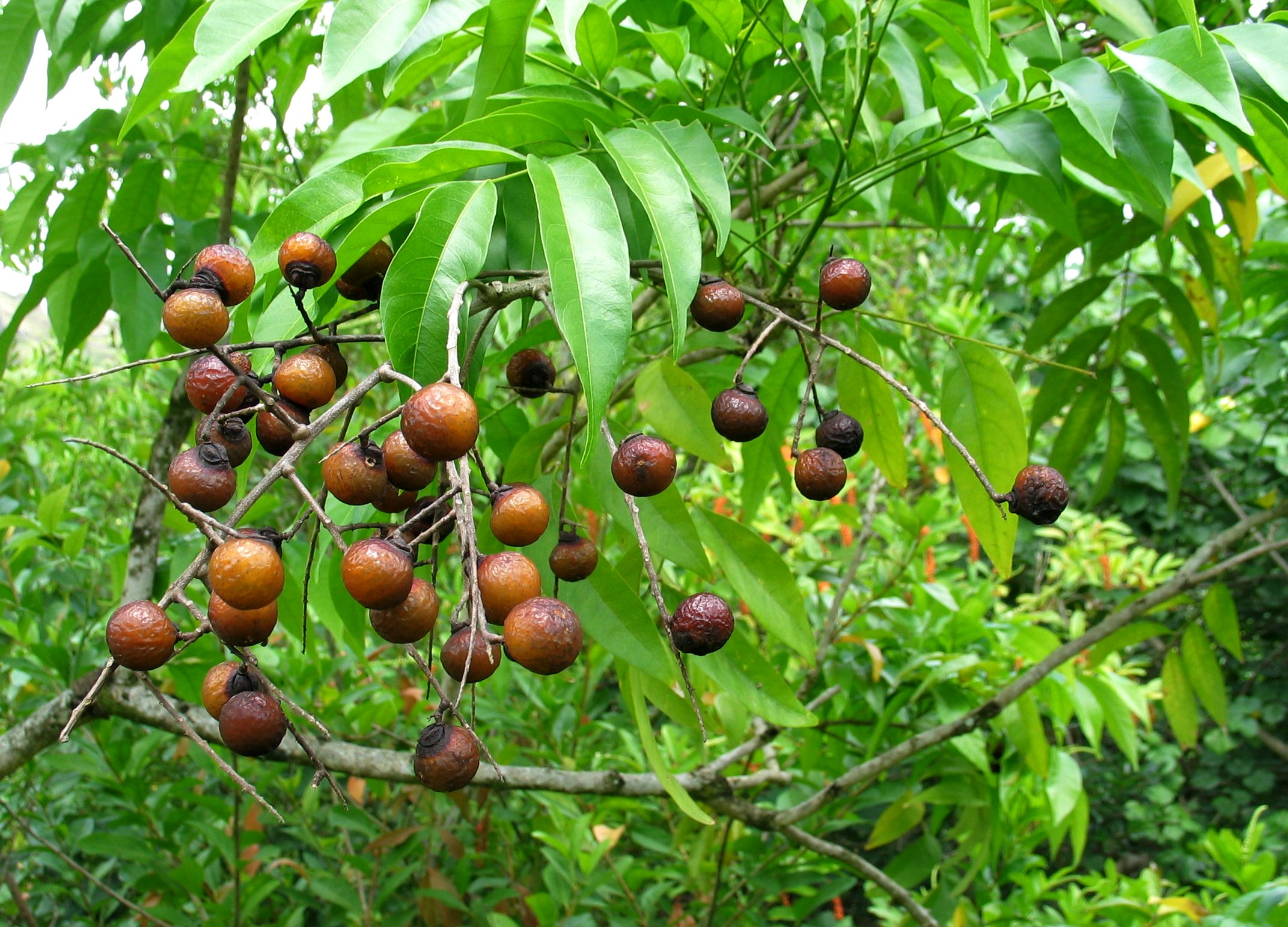
Reife Früchte

Der Waschnussbaum wächst als meist immergrüner Baum mit kurzem Stamm, der Wuchshöhen von bis über 20 Meter erreicht und siebzig Jahre und älter werden kann. Der gerade, zylindrische Stamm erreicht einen Umfang von 1,5 bis zu 5,5 Meter, es können aber auch Brettwurzeln ausgebildet werden. Die Borke ist bei jungen Bäumen bräunlich bis hellgrau und glatt, bei älteren gräulich und rissig bis schuppig oder abblätternd.
Die wechselständigen Laubblätter sind in Blattstiel und -spreite gegliedert. Die Blattspreite ist meist paarig gefiedert mit 8 bis 16 kurz gestielten bis fast sitzenden, dünnen, ganzrandigen und spitzen bis zugespitzten, eiförmigen bis -lanzettlichen oder lanzettlichen, leicht ledrigen Blättchen. Die Blättchen sind teils sichelförmig gebogen und etwa 7–17 Zentimeter lang, die Spreite ist teils etwas ungleich, oberseits fast kahl und unterseits, heller sowie fein weich behaart. Der fast kahle Blattstiel ist bis etwa 4–8 Zentimeter lang. Die Rhachis und der Blattstiel sind manchmal kurz geflügelt, gerade bei jungen Blättern. Die Nebenblätter fehlen.
Der Waschnussbaum ist duodichogam, also mit männlichen und weiblichen Blüten auf einem Exemplar, die sich in der Abfolge abwechseln. Es werden lange, feinhaarige und rispige Blütenstände gebildet. Die grün-weißlichen, kurz gestielten, leicht duftenden, meist funktionell eingeschlechtlichen, fünfzähligen und sehr kleinen Blüten sind mit doppelter Blütenhülle. Zwei der sehr kleinen, petaloiden, bewimperten, an der Basis behaarten Kelchblätter sind kleiner als die anderen drei. Die Kronblätter sind meist bewimpert und innen an Basis behaart. Die etwa 8 kurzen Staubblätter besitzen im unteren Teil haarige, verbreiterte Staubfäden. Der kurz gestielte, fast kahle Fruchtknoten ist oberständig mit kurzem Griffel und die Narbe ist dreilappig. Es ist ein kahler und fleischiger Diskus vorhanden. Bei den männlichen Blüten ist ein reduzierter Pistillode und bei den weiblichen sind Staminodien mit Antheroden ausgebildet.
Die Blüten sind überwiegend männlich, mit einigen weiblichen Blüten und auch einigen zwittrigen.
Im Alter von wenigen Jahren trägt der Baum die ersten Früchte, erst orangefarbene, klebrige, rundliche und leicht runzlige Steinfrüchte mit einem durchscheinenden, gelatinösen und ledrigen Perikarp, die dann dunkelbraun eintrocknen. Die Früchte erscheinen meist einzeln oder bis zu dritt in einer Spaltfrucht. Die einzelnen, meist einsamigen Früchte oder Teilfrüchte sind etwa 1,2–1,8 Zentimeter groß und werden im September geerntet. Es sind jeweils Rudimente der nicht entwickelten Teilfrüchte vorhanden. Die Früchte sind sehr elastisch, gummig, wie schon Humboldt berichtete.
Nach dem Trocknen sind ihre Fruchtschalen „nuss“hart und nicht mehr klebrig und rot- bis dunkelbraun. Sie enthalten meist nur einen großen, kugeligen, schwarzen, leicht glänzenden und glatten, sehr harten, etwa 9–14 Millimeter großen, dickschaligen, feinstgrubigen, auf einer Seite abgeflachten Steinkern, der ziemlich frei in der Fruchthülle liegt. Die Fruchthülle und die Samen enthalten bis etwa 15–30 % Saponine, wobei die Qualität von der Erntezeit und dem Alter des Baums bestimmt wird. Die Früchte bleiben oft noch sehr lange am Baum hängen. Die Steinkerne (Samen) gelten, wie auch die Früchte, als giftig.
Die Chromosomenzahl beträgt 2n = 28.

## Vorkommen
Der Waschnussbaum ist ursprünglich vom mittleren bis nördlichen Südamerika bis Mittelamerika und in der Karibik verbreitet. Die Art Sapindus mukorossi ist in Indien bis nach Südostasien und in Teilen Afrikas verbreitet. Er bevorzugt einen sonnigen Standort und gut durchlässige Böden. Er wächst auf verschiedenen Böden gut, auch auf steinigen, trockenen und nährstoffarmen. Ältere Pflanzen sind auch trockenheitsresistent und ertragen auch salzhaltige Winde.

## Systematik
Die Erstveröffentlichung erfolgte 1753 durch Carl von Linné in Species Plantarum, 1, S. 367. Sie ist die Lectotypusart der Gattung. Der Gattungsname Sapindus leitet sich von lateinisch sapo = Seife und indicus für Indien ab, das Epitheton saponaria stammt von lateinisch sapo hier für saponinhaltig.
Synonyme von Sapindus saponaria L. sind: Cupania saponarioides Sw., Sapindus abruptus Lour., Sapindus divaricatus Cambess., Sapindus forsythii DC., Sapindus inaequalis DC., Sapindus inaequialis DC., Sapindus indica Poir., Sapindus peruvianus var. dombeyanus Walp., Sapindus peruvianus var. meyenianus Walp., Sapindus peruvianus Walp., Sapindus rigidus Mill., Sapindus saponaria fo. genuinus Radlk., Sapindus stenopterus DC., Sapindus thurstonii Rock, Sapindus turczaninowii Vidal.
Es gibt zwei oder drei Varietäten der Art:
- Sapindus saponaria var. inaequalis Radlk.: Guyana, Surinam und Französisch-Guayana sowie im nördlichen Brasilien und Kolumbien.
- Sapindus saponaria L. var. saponaria
- Sapindus saponaria var. drummondii (Hook. & Arn.) L.D.Benson (Syn.: Sapindus drummondii Hook. & Arn.) (von einigen Autoren als eigene Art): Nur in den zentralen südlichen bis südwestlichen USA.

## Verwendung

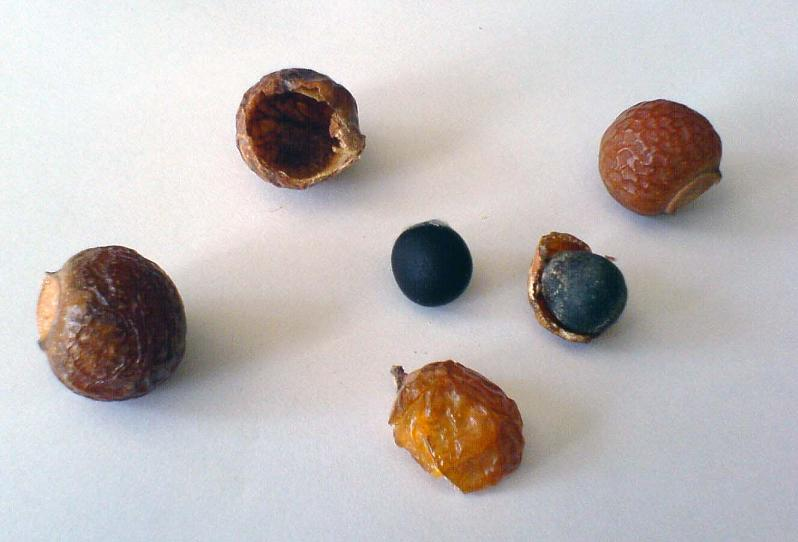
Getrocknete „Waschnüsse“ mit schwarzen Steinkernen

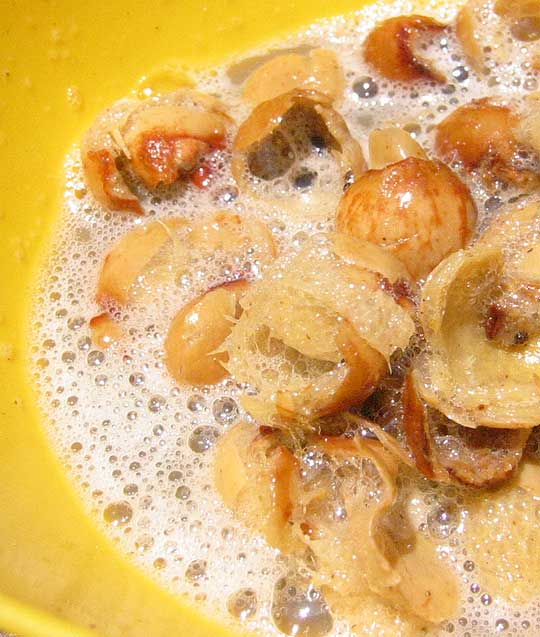
Waschnussseife

Für die Wäsche werden nur die getrockneten, „nuss“harten Fruchthüllen in einem Baumwollsäckchen zur Wäsche in die Trommel gegeben. Je nach Waschtemperatur und Wasserhärte variiert die benötigte Menge von drei bis sieben „Nuss“hälften für eine Waschmaschinenladung. Die Waschnüsse können bei Wäschen bis zu 40 °C für zwei Waschgänge verwendet werden. Anders als herkömmliche Waschmittel haben Waschnüsse keine Wasser enthärtende oder textilbleichende Wirkung und geben keine Geruchsstoffe an die Wäsche ab. Bei Bedarf werden daher der Wäsche zusätzlich Bleichmittel, Wasserenthärter und Duftstoffe wie ätherische Öle zugegeben. Alternativ zum Wasserenthärter kann die Waschlösung mit Zitronensäure angesäuert werden, da Saponin auch in saurer Lösung wirksam ist.
Die Waschwirkung von Waschnüssen bei der Reinigung von Textilien ist umstritten. Stiftung Warentest ermittelte in einem Test eine schlechte Fleckenentfernung und eine Tendenz zur Vergrauung von weißer Wäsche.
Da die Wirkstoffe bei Anwendung in der Wäschetrommel auch während der Spülgänge an das Wasser abgegeben werden, gelangen Wirkstoffe auch während der Endphase der Reinigung in die Wäsche und können daher nicht komplett ausgewaschen werden. Bei modernen Maschinen kann man jedoch mit der Spülstopp-Taste waschen, das Wasser abpumpen lassen, das Säckchen mit Nüssen entnehmen und erst dann den Spülgang starten. Ein Waschgang erfordert Waschnüsse im Wert von etwa 0,10 EUR.
Der Sud von in Wasser aufgekochten Waschnüssen kann als Duschmittel, Shampoo oder Allzweckreiniger für den Haushalt verwendet werden. Vom Wasserextrakt der Waschnussschale soll eine Wirkung gegen verschiedene phytopathogene Pilze ausgehen. Der Kern der Waschnuss und nach der Anwendung verbleibende Reste der Schale können kompostiert werden. Die waschaktiven Substanzen der Waschnuss gelten als biologisch leicht abbaubar.
Alternativ können die Kastanien der Rosskastanie zum Waschen verwendet werden, die ebenfalls Saponine enthalten.
In den Herkunftsregionen werden Waschnüsse außer zur Haar- und Textilreinigung auch zur Reinigung von Werkstoffen in der Schmuckherstellung verwendet. Die daraus gewonnenen Saponine werden in verschiedenen Produkten zur Körperreinigung, in Insektiziden und Antiseptika eingesetzt.
Das gröbere, mittelschwere und recht harte Holz ist nicht beständig.
Aus den Samen kann ein butteriges Fett erhalten werden.
Die dekorativen, schwarz Samen wurden als Perlen und zur Herstellung von Kunsthandwerk, Rosenkränzen und Knöpfen verwendet. Aus der inneren Rinde kann eine Faser gewonnen werden.

## Kritik
Durch den steigenden Gebrauch von Waschnüssen in Westeuropa versechsfachte sich deren Preis im Herkunftsland Indien zwischen den Jahren 2003 und 2008, so dass die Preiswürdigkeit der Waschnuss als Waschmittel gegenüber anderen Waschmitteln abnahm.
Die in einer großen Anzahl von Pflanzen enthaltenen Saponine sind in höheren Konzentrationen giftig für Fische.
Ein von der Stiftung Warentest durchgeführter Vergleich mit herkömmlichen Waschmitteln brachte ein enttäuschendes Ergebnis zur Waschwirkung von Waschnüssen.